# St. Ägidius (Niedergladbach)

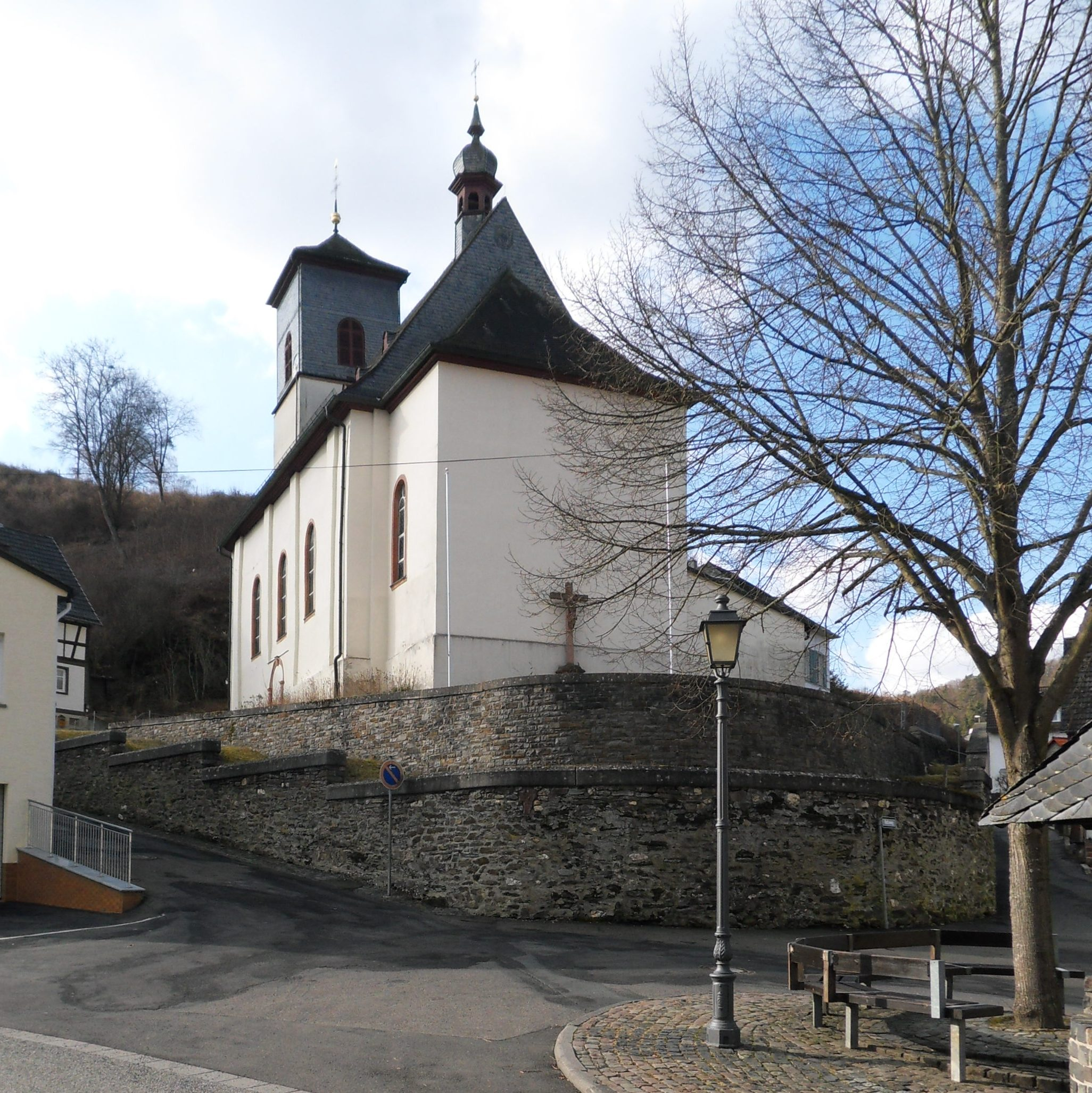
St. Ägidius in Niedergladbach

Die römisch-katholische, denkmalgeschützte Kirche St. Ägidius steht in Niedergladbach, einem Ortsteil der Gemeinde Schlangenbad im Rheingau-Taunus-Kreis in Hessen. Die Kirche gehört zur Pfarrei Heilige Familie im Dekanat Untertaunus des Bistums Limburg.

## Beschreibung
Die Saalkirche wurde 1725/26 erbaut. Sie besteht aus dem Kirchturm im Westen, dem Kirchenschiff und den eingezogenen, querrechteckigen Chor im Osten. Aus dem Satteldach des Kirchenschiffs erhebt sich im Osten ein sechseckiger, mit einer Haube bedeckter Dachreiter. Der Kirchturm wurde 1897 mit einem schiefergedeckten Geschoss aufgestockt, das die Turmuhr und den Glockenstuhl beherbergt. Der Innenraum ist mit einem Spiegelgewölbe überspannt. Der um 1760 gebaute Hochaltar mit Bildern von der Beweinung Christi und dem Schweißtuch der Veronika stammt aus einem Franziskanerkloster. Der Seitenaltar entstand um 1700. Die Kanzel mit dem Schalldeckel wurde 1654 geschnitzt. Die von Carl Horn 1913 gebaute Orgel mit 9 Registern, 2 Manualen und einem Pedal wurde 1976 abgebrochen und durch eine Orgel von Peter Wagenbach ersetzt.